# Fleurus (1893)
Fleurus – francuski krążownik torpedowy z lat 90. XIX wieku, jedna z dwóch zbudowanych jednostek typu Wattignies. Okręt został zwodowany 18 marca 1893 roku w stoczni Arsenal de Cherbourg w Cherbourgu, a do służby w Marine nationale przyjęto go w październiku 1898 roku. Jednostka została skreślona z listy floty w 1910 roku i następnie złomowana.

## Projekt i budowa
Krążowniki torpedowe typu Wattignies stanowiły rozwinięcie wcześniejszych okrętów typu Condor . Kadłuby jednostek wykonano ze stali.
„Fleurus” zbudowany został w stoczni Arsenal de Cherbourg . Stępkę okrętu położono w marcu 1891 roku, a zwodowany został 18 marca 1893 roku . Koszt budowy jednostki wyniósł w przeliczeniu 116 300 £. Okręt został ukończony w 1894 roku, jednak stwierdzone wady kotłów spowodowały kilkuletnie opóźnienie przekazania jednostki marynarce .

## Dane taktyczno–techniczne
Okręt był niewielkim krążownikiem torpedowym . Długość między pionami wynosiła 68 metrów, szerokość całkowita 8,92 metra, a maksymalne zanurzenie 4,8 metra . Wyporność normalna wynosiła 1280 ton . Okręt napędzany był przez dwie pionowe maszyny parowe potrójnego rozprężania o łącznej mocy 4000 KM, do których parę dostarczało osiem kotłów Niclausse . Maksymalna prędkość napędzanej dwiema śrubami jednostki wynosiła 18 węzłów . Okręt zabierał maksymalnie 160 ton węgla, co zapewniało zasięg wynoszący 2800 Mm przy prędkości 10 węzłów .
Główne uzbrojenie artyleryjskie jednostki składało się z pięciu pojedynczych dział kalibru 100 mm M1881 L/26 . Oprócz tego na okręcie zainstalowano sześć pojedynczych dział Hotchkiss M1885 L/40 kal. 47 mm i cztery pojedyncze działka kal. 37 mm M1885 L/20 . Okręt wyposażony był w cztery nadwodne wyrzutnie torped kal. 350 mm .
Wypukły stalowy pokład pancerny miał grubość 40 mm, a nad maszynownią znajdował się koferdam i pokład przeciwodłamkowy .
Załoga okrętu składała się z 173 oficerów, podoficerów i marynarzy .

## Służba
Ze względu na problemy z kotłami „Fleurus” został przyjęty do służby w Marine nationale dopiero w październiku 1898 roku . W końcu lat 90. XIX wieku z pokładu okrętu usunięto wszystkie wyrzutnie torped . Jednostka została wycofana ze służby w 1910 roku, a następnie złomowana.